# Tila Tequila
Tila Tequila również Tila Nguyen, Miss Tila i Tornado Thien, właśc. Thien Thanh Thi Nguyen,  (ur. 24 października 1981 w Singapurze) – amerykańska celebrytka, modelka, osobowość telewizyjna, osobowość mediów społecznościowych, piosenkarka, autorka tekstów, aktorka, pisarka i blogerka wietnamskiego pochodzenia. Bohaterka reality show Zakochaj się w Tili Tequili emitowanego na antenie stacji muzycznej MTV.

## Życiorys
Urodziła się 24 października 1981 w Singapurze jako córka Wietnamczyka i Wietnamki o francuskich korzeniach. Jej rodzice wyemigrowali do Singapuru z Wietnamu po wojnie wietnamskiej w 1975. Gdy miała rok, wraz z rodzicami przeniosła się do Stanów Zjednoczonych, gdzie zamieszkała w Houston. Ma starszego brata Daniela i starszą siostrę Terri.
Do ósmego roku życia wychowywała się w zamkniętej społeczności buddyjskiej. W wieku jedenastu lat po raz pierwszy spróbowała substancji uzależniających, zaś jako 13-latka zaczęła pić alkohol. Lubiła odwiedzać kluby nocne, do których wstęp uzyskiwała poprzez okazywanie dokumentu tożsamości swojej siostry. Na kilka miesięcy przed ukończeniem 14 lat została przeniesiona do szkoły z internatem. W wieku 15 lat zrobiła sobie pierwszy tatuaż i zaczęła palić, zanim jako szesnastolatka uciekła do Nowego Jorku. Prawdopodobnie w szkole średniej otrzymała przezwisko Tila Tequila, co miało być następstwem niekorzystnej reakcji na alkohol (przypadłość ta dotyka około 36% wschodnich Azjatów i charakteryzuje się specyficznymi objawami, tj. zaczerwienienie twarzy, nudności i tachykardia). W 2000 studiowała w Alief Hastings High School, a w następnym roku przeprowadziła się do Los Angeles. Przez krótki czas uczęszczała do college’u.
Kiedy miała 18 lat, podpisała kontrakt z redakcją czasopisma Playboy, która 22 kwietnia 2002 przyznała jej tytuł PlayBoy Cyber Girl. Jej postać pojawiła się w wydanej 31 sierpnia 2004 grze komputerowej Street Racing Syndicate.
W 2006 wzięła udział w pierwszej edycji amerykańskiego programu tanecznego Pants-Off, Dance-Off.

## Życie prywatne
Jest biseksualistką.

## Filmografia
- Państwo młodzi: Chuck i Larry jako dziewczyna (2007)
- Horrorween jako Tila Tequila (2008)
- Taniec rządzi jako super modelka na przyjęciu (2010)
- Tila Tequila Uncorked jako ona sama (2011)

## Dyskografia[1]

### Minialbumy
- Sex (2007)
- Welcome to the Dark Side (2010)

### Single
- „I Love U” (2007)
- „Stripper Friends” (2007)
- „Paralyze” (2008)
- „I Love My DJ” (2010)
- „You Can Dance” (2011)

#### Z gościnnym udziałem
- „Drunk Dialing” autorstwa Yak Boy Fresha (2015)

## Książki
- Hooking Up With Tila Tequila, 2008, Scribner Book Company, ISBN 978-1-4391-0153-7